# Milan Kubáň
Milan Kubáň es un deportista eslovaco que compitió en piragüismo en la modalidad de eslalon. Ganó tres medallas en el Campeonato Mundial de Piragüismo en Eslalon entre los años 1999 y 2006, y seis medallas en el Campeonato Europeo de Piragüismo en Eslalon entre los años 1996 y 2005.

## Palmarés internacional
| Campeonato Mundial | Campeonato Mundial                   | Campeonato Mundial | Campeonato Mundial |
| Año                | Lugar                                | Medalla            | Competición        |
| ------------------ | ------------------------------------ | ------------------ | ------------------ |
| 1999               | Seo de Urgel (España)                | Medalla de plata   | C2 por equipos     |
| 2005               | Penrith (Australia)                  | Medalla de plata   | C2 individual      |
| 2006               | Praga (República Checa)              | Medalla de bronce  | C2 por equipos     |
| Campeonato Europeo |                                      |                    |                    |
| Año                | Lugar                                | Medalla            | Competición        |
| 1996               | Augsburgo (Alemania)                 | Medalla de bronce  | C2 por equipos     |
| 1998               | Roudnice nad Labem (República Checa) | Medalla de plata   | C2 por equipos     |
| 1998               | Roudnice nad Labem (República Checa) | Medalla de bronce  | C2 individual      |
| 2002               | Bratislava (Eslovaquia)              | Medalla de oro     | C2 por equipos     |
| 2004               | Skopie (Macedonia)                   | Medalla de plata   | C2 por equipos     |
| 2005               | Tacen (Eslovenia)                    | Medalla de oro     | C2 por equipos     |